# Now United
Now United — интернациональная поп-группа, сгенерированная создателем «American Idol» и менеджером «Spice Girls», Саймоном Фуллером. Первоначально группа состояла из 14 участников из 14 стран. За всю историю в группе было 22 участника из 19 стран мира. Группа управляется XIX Entertainment. Официальный дебют — в 2017 году, с синглом «Summer in the City».
Now United функционирует по ротационной системе, при которой участники могут находиться в статусе активных, неактивных или временно возвращаться для участия в отдельных проектах и турах. Некоторые участники покидали коллектив ради сольной карьеры, но при этом продолжают считаться частью семьи Now United. Девиз группы — «Однажды участник Now United — навсегда участник Now United». Такая гибкая структура позволяет группе не только привлекать новых участников и передавать представительство следующему поколению, но и включать временных или неофициальных членов по мере необходимости.

## История

### 2016: Пре-Дебют
В середине 2016 года создатель American Idol и менеджер Spice Girls Саймон Фуллер начал поиск новых талантов, чтобы сформировать группу, состоящую из членов со всего мира.
Отбор проходил через цифровые платформы, такие как Instagram, Facebook, YouTube, а также наблюдатели.

### 2017: Дебют
В августе 2017 финалисты были приглашены финальный этап кастинга в Лос-Анджелес. От каждой страны были выбрано от 2 до 4 кандидатов.
С 11 по 22 ноября 2017 года официальный сайт компании начал транслировать своим членам видео-тизер вместе с их именами и флагами, представляющими каждую страну. Первые два члена были объявлены 11 ноября — Джоалин Лоукамаа из Финляндии и Софья Плотникова из России. Новый участник был объявлен в следующие дни, это Диарра Силла из Сенегала 12 ноября, Ноа Урреа из Соединённых Штатов 13 ноября вместе с видео-тизером членов группы, танцующих под песню RedOne «Boom Boom», а затем Эни Габриэлли из Бразилии 14-го. Четыре новых члена были объявлены 15-го числа — Хейон Чон из Южной Кореи, Хина Йошихара из Японии, Джош Бушамп из Канады и Ламар Моррис из Соединённого Королевства. Бейли Мэй из Филиппин и Шивани Паливал из Индии были объявлены 16 ноября, а затем Кристиан Вонг (на китайском языке: 王南) из Китая. Сабина Хидальго из Мексики была объявлена в качестве нового члена 21 ноября, и последней была объявлена Сина Дейнерт из Германии — 22 ноября.
5 декабря 2017 года Now United выпустила свой первый сингл «Summer in the City» с музыкальным видео .

### 2018—2019: Мировой промотур, Специальные Олимпийские игры, тур по Бразилии
В апреле 2018 года группа отправляется в свой Мировой Промо Тур, в котором участвует во множестве шоу. Тур начался в Москве, Россия, где группа впервые представила песню «Summer in the City» во время финала Голос. Дети (Россия) . Так же во время первого этапа турне Now United посетили Австрию и Германию.

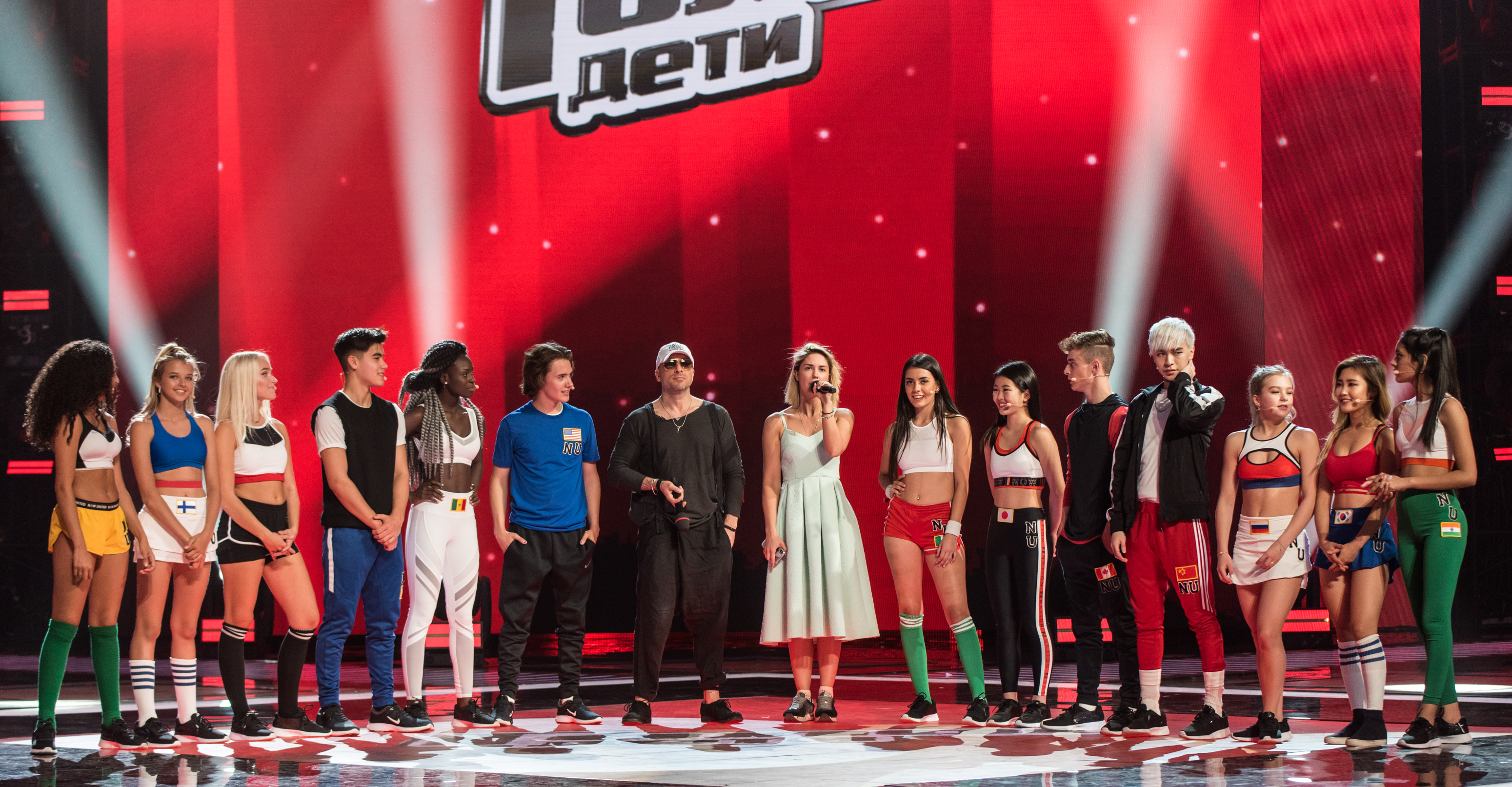
Выступление Now United на финале Голос. Дети

30 мая 2018 года состоялась первая коллаборация группы: Now United приняли участие в записи песни «One World» совместно с RedOne и Adelina, клип был снят в Москве, Россия.
До конца 2018 года группа выпустила клипы на песни «What Are We Waiting For?», записанный в Южной Корее, «Who Would Think That Love?», записанный в Мексике и «All Day», записанный в Калифорнии. В конце 2018 Now United совершают месячное турне по Индии, в котором выпускают сингл «How We Do It», совместно с индийским рэпером Badshah и брендом безалкогольных напитков Pepsi. В декабре 2018 года, был выпущен документальный фильм « Dreams Come True: The Documentary, котором показаны сцены прослушиваний, проводимых для выбора членов группы.
В 2019 году группа Now United при партнёрстве с компанией SAP выпустила музыкальное видео на песню «Beautiful Life», снятое в Шиллонге, Индия. В феврале начался второй этап промо-тура, в рамках которого коллектив посетил Филиппины. В ходе этой поездки были выпущены два сингла — «Afraid Of Letting Go» и «Sundin Ang Puso / For The Love Of It». Последний представлял собой совместный проект с брендом Pepsi и филиппинским хором «Sundin Ang Puso» (в переводе с тагальского — «Следуй за сердцем»).
В том же году участники группы приняли участие в церемонии открытия Special Olympics World Games, проходившей в Абу-Даби, а также в финальном матче Лиги Чемпионов УЕФА в Мадриде . Летом было объявлено о поиске новых участников, которые должны были представлять Австралию, а также страны Ближнего Востока и Северной Африки.
В июне был выпущен клип на песню «Paraná», участие в создании которого приняли бразильские поклонники. В летний период были также представлены видеоклипы на композиции «Sunday Morning», снятый в формате дорожного путешествия, «Crazy Stupid, Silly Love», записанный совместно с участниками Velocity Dance Convention в Лас-Вегасе, и «Like That».
Осенью 2019 года группа провела «World Tour Presented By YouTube Music», организованный при поддержке YouTube Music и Pepsi, с выступлениями на площадках YouTube Space. После завершения тура были выпущены синглы «Legends» и его португальская версия «Lendas».
В ноябре стартовал первый концертный тур группы под названием «Dreams Come True Tour», который прошёл с 17 по 24 ноября в Бразилии, с выступлениями в Белу-Оризонти и Рио-де-Жанейро . Во время тура были впервые представлены новые композиции — «Live This Moment», «Na Na Na» и «Dana Dana». Запланированные к исполнению песни «Wake Up» и «Pas Le Choix» в рамках тура не были представлены. 5 декабря состоялась премьера музыкального видео и студийной версии песни «Na Na Na», снятых в Муниципальном театре Рио-де-Жанейро. Завершающим релизом года стало видео на песню «Let Me Be The One», опубликованное 28 декабря.

### 2020: Новые участники, деятельность группы во время пандемии COVID-19, воссоединение в Дубае
12 февраля состоялась премьера музыкального видео на сингл «Live This Moment», который ранее был представлен в туре «Dreams Come True» по Бразилии. Клип снимали с использованием хромакея и на улицах Лос-Анджелеса. 29 февраля 2020 года был объявлен 15-й участник группы — Саванна Кларк из Австралии .
7 марта в рамках тура по Бразилии Now United представили клип на песню «Come Together», снятый в Калифорнии. Поездка также служила рекламой грядущего «Come Together Tour», который затем отменили из-за пандемии COVID-19. В апреле группа выпустила клип на песню «Hoops», но из-за религиозных причин видео и песня были удалены. Из-за пандемии участники вернулись в свои страны и продолжили работать дистанционно, записав песни «By My Side», «Let The Music Move You», «Feel It Now», «All Around The World» и проведя онлайн-вечеринки Now United — Dance Partys.
В августе впервые за 6 месяцев группа воссоединилась — представительницы Австралии, Германии, России и Южной Кореи собрались в Дубае для записи новых песен и продолжения поиска 16-го участника. Команда SSSH (Саванна, Софья, Сина, Хеюн) записала клипы на песни «The Weekend’s Here» и «Somebody», со-режиссёром выступила Хеюн Джонг. Девушки также представляли группу на премии VMA 2020, где Now United были номинированы. 10 сентября к ним присоединился Джош Бушамп из Канады. Вместе они сняли клипы на песни «Golden» и «Chained Up». С 14 по 21 сентября проходили финальные кастинги для 16-го участника при поддержке Pepsi.
21 сентября 2020 года было объявлено о новом члене — Нур Ардакани из Ливана.
4 октября в Дубае появились ещё четыре участника: Ноа (США), Хина (Япония), Шивани (Индия) и Бэйли (Филиппины). 19 октября вышли сингл и клип «Habibi», снятый в Ливане и Дубае, который за первые два дня набрал более 7 миллионов просмотров. 13 и 18 октября к группе присоединились Эни (Бразилия) и Сабина (Мексика). 30 октября стало известно, что Джоалин (Финляндия) возвращается в группу. Спустя почти восемь месяцев группа выступила на фестивале Global Village, ознаменовав официальное возвращение. 6 ноября был выпущен новый сингл «One Love».
В ноябре вышел клип на трек «Paradise», сопровождавшийся анонсом коллаборации с брендом Beauty Brand — выпущена лимитированная серия палеток для глаз с цветами логотипа группы. Изначально палетки продавались только в Бразилии, затем стали доступны по всему миру. 17 ноября официальный аккаунт сообщил о скором объявлении 17-го участника. 1 декабря было объявлено, что новым участником стала Мелани Томас из Кот-д’Ивуара.
2 декабря группа сообщила, что весной 2021 к ним присоединится новый участник — скорее всего парень. 5 декабря на YouTube прошла «Now United Goodbye Dance Party!!», ознаменовавшая окончание сборов в Дубае. 10 декабря вышел сингл «Pas Le Choix — Manal Mix», где каждая участница исполняет партию на родном языке. 30 декабря был выпущен клип на песню «Hewale» с участием представительниц Кот-д’Ивуара и Сенегала.

### 2021: Сборы группы в Северной Америке, Абу-Даби, Португалии и 18 участник
1 января участники группы провели новогоднюю танцевальную вечеринку в своих странах. 8 января вышел клип на сингл «How Far We’ve Come», снятый в последний день сборов в Дубае. 14 января сингл «How Far We’ve Come» был выпущен на всех цифровых музыкальных платформах. 15 января вышел клип на сингл «Lean On Me». 22 января была выпущена студийная версия сингла «Hewale», а 29 января — студийная версия «Lean On Me». 30 января вышло музыкальное видео на «All Around the World», снятое на родине участников. В начале февраля, после релиза «All Around the World», группа объявила о скором воссоединении, которое прошло с 12 по 15 февраля в Канкуне, Мексика. К ним присоединился главный хореограф Кайл Ханагами.
2 марта русскоязычная группа Now United в Вконтакте, сообщила, что сборы в группы в Мексике были самыми дорогими за всю историю группы. 3 марта все участники группы, которые были на сборах в Мексике (Хеюн, Сина, Сабина, Джош, Ноа, Хина, Шивани, Эни, Саванна и Мелани), кроме Нур, Софьи (они не получили визы в США) и Бэйли, отправились в Лос-Анджелес, который судя по посту, представительницы России, также не будет последней точкой сборов.
3 марта группа выпустила клип на новый трек «Turn It Up» — коллаборацию с брендом KitKat; в Бразилии стартовали продажи лимитированной упаковки шоколада с изображением группы. После сборов в Мексике представительница России Софья отправилась в Дубай, где к ней присоединился Ламар Моррис из Великобритании, долгое время отсутствовавший в группе.
20 марта было объявлено, что к Софье и Ламару присоединилась представительница Ливана, а Ламар вскоре отправится в США на основные сборы. Также группа анонсировала новый сингл «Baila», вдохновлённый ноябрьским туром по Бразилии 2019 года. 26 апреля вышел официальный клип на «Baila», ранее эксклюзивно показанный на бразильском телеканале Globo.
После серии сборов в городах Калифорнии часть группы отправилась на Гавайи, кроме Бэйли Мэя, который вернулся домой. Там была снята новая версия клипа на сингл «Let The Music Move You» с обновлённой вокальной линией. 28 апреля группа объявила нового 18-го участника — Алекса Мандона, представляющего Испанию.
В начале июня группа (кроме Ламара, Кристиана, Диарры , Джоалин и Алекса, который присоединился позже) собралась в Абу-Даби чтобы начать подготовку к онлайн концерту «Now Love», который состоялся 1 июля. В середине месяца в город прибыл 18 участник группы Алекс Мандон Рей. Шоу состоялось в Лувре и за первые сутки собрало более двух миллионов просмотров. Также была представлена новая песня «Wave Your Flag». 6 июля группа в составе 11 человек (без Нур, Ноа и Бейли) прилетели в Бразилию на секретный остров, дабы провести «Now United Camp».
В августе группа отправилась в Мексику. 15 августа объявили о скором выходе первого мюзикла «Любовь, любовь, любовь», снятого в Сан-Луис-Обиспо. Официальный трейлер вышел 16 августа, плакат — 18 августа. 25 августа группе отправила письмо поклонникам с обещанием объявить 31 августа 12 победителей, которые поедут с ними в Абу-Даби. 28 августа вышел мюзикл, включающий три новые песни: «When You Love Somebody», «Momento» и «Dance Like That». 31 августа объявили 12 победителей для тренировочного лагеря Uniters Bootcamp в Абу-Даби из разных стран.
10 сентября все три песни из мюзикла были выпущены на музыкальных платформах. 11 сентября вышел фильм «IKOU», снятый в Мексике — первая песня Хины. 12 сентября группа объявила о поездке в Абу-Даби с победителями и последующем съёмке клипа в Португалии. Буткемп в Абу-Даби прошёл 13-14 сентября. 16 сентября вышел клип на «Dance Like That», а группа встретилась с 11 буткемперами. 22 сентября анонсировали выступление на 25-й церемонии Globos de Ouro в Португалии. 25 сентября сняли клип на сингл «Come Together» с участием буткемперов. 27 сентября вышел клип на «Momento», на следующий день группа вылетела в Португалию, а буткемперы разъехались по странам.
3 октября группа выступила на церемонии Globos de Ouro с песней «Wave Your Flag». 5 октября анонсировали участие в мероприятии World is One 2021 в Южной Корее. 7 октября буткемперы выпустили песню «Good Days». 10 октября группа покинула Португалию. 30 октября на World Is One 2021 группа выступила с видеоклипами «Wave Your Flag» и «Future Me», клип на «Future Me» вышел в тот же день.
11 ноября объявили о грядущем туре в Бразилию и предстоящих крупных событиях. 12 ноября вышли синглы «Anything For You» и «I Got You». 15-16 ноября участники прибыли в Рио-де-Жанейро. 18 ноября вышло превью песни «Heartbreak On The Dancefloor». За две недели поездки группа сняла клип и записала контент. 21 ноября началась продажа билетов на Wave Your Flag World Tour следующего года. 23-24 ноября участники вернулись домой после съемок клипа и участия в телешоу в Бразилии.
24 ноября объявили, что новый сингл на арабском языке «Badna Nehlam» выйдет 26 ноября на платформе Anghami. 5 декабря португальская пресса опубликовала фото со съемок клипа на сингл «Jump», который вновь продюсировал R3HAB. В видео вошли песни «One Love», «Jump» и «Heartbreak On The Dance Floor». 12 декабря вышло интервью с группой в Бразилии, а 11 декабря начались продажи билетов на концерты в Бразилии и Португалии. Все билеты в Бразилии распродали менее чем за сутки, в Португалии — за две недели.
22 декабря вышел клип на «Badna Nehlam». 30 декабря вышел последний сингл года «Jump» совместно с R3HAB и виртуальной певицей Alta B (прототип — креативный продюсер Vendela Palmgren). С этим видео началась новая эра: группа подписала контракт с Vevo, сотрудничающей с Арианой Гранде, Джастином Бибером, Селеной Гомес и другими.

### 2022: Wave Your Flag World Tour, мюзикл, Forever United Tour и уход участников
Группа начала этот год с небольшой премьеры, так как последний выпуск TNUS был выпущен 2 января, первого в этом году, и было подтверждено, что в этом году будут выпущены 4 песни : «New York Star», «Love Is Love», «Throwback» и «Rodeo In Tokyo». 24 января радиостанция R3HAB CYB3RPVNK впервые выпустила сингл группы «Heartbreak On The Dance Floor». 24 февраля стало известно, что Сабина из Мексики беременна. 28 апреля она сообщила о том, что у неё родится мальчик.
11 марта группа начала тур Wave Your Flag Tour в Порту-Алегри, Бразилия, с двумя концертами. Группа исполнила свой новый сингл «All Night Long» с Мелани в качестве основного вокала. Группа также впервые исполнила «Jump», «Golden», «Heartbreak on the Dance Floor» и «Future Me». В туре также демонстрируется видеоклип на «It’s Your Birthday» до того, как он был выпущен на YouTube в день рождения Шивани.
1 апреля группа дала первый концерт в Лиссабоне, Португалия. В песне «Summer In The City» к ним присоединилась участница из Финляндии Джоалин Лоукамаа. Это было первое выступление группы в составе 15 человек. 2 апреля вышло видео с победителями #badnanehlamchallenge. Помимо танцев с победителями, подтвердилось, что тур Wave Your Flag продолжится — в следующем месяце они отправятся в Абу-Даби. В тот же день состоялся концерт в Порту — последний в Португалии. 3 апреля группа выступила на шоу Got Talent Portugal. Сабина Идальго намекнула, что концерт в Порту был для неё последним перед рождением ребёнка. После выступлений участники вернулись домой. 20 мая вышел клип на песню «Heartbreak On The Dancefloor».
14 июня было объявлено, что группа снимется в музыкальном фильме в приложении OP3N. В июне группа выпустила танцевальные видео с участниками The Future X, хореографом которых выступил Ники Андерсен. Началась подготовка уже утвержденного мюзикла, и участники LA приступили к репетициям. Зейн Картер, один из буткэмперов, также будет принимать участие в мюзикле.
27 июля группа сменила логотип во всех соцсетях, включая TikTok, Instagram и Twitter. 8 августа было объявлено о скором выходе нового сингла «Like Me», ремикс на который сделал Эрик Куппер. 10 августа сингл вышел на сайте PRO MOTION в двух версиях: 5-минутной и радио-версии (3 минуты). Продюсером сингла и клипа выступил также PRO MOTION. 16 августа на YouTube вышла танцевальная видеоверсия сингла. 20 августа состоялся релиз официального клипа на «Like Me».
24 сентября Эни Габриелли сообщила, что покидает Now United и начинает сольную карьеру. В этот же день было объявлено что группа начнет ещё один тур Forever United в Бразилии и Португалии. В этот же день было объявлено, что группа начнёт ещё один тур — Forever United — в Бразилии и Португалии. 18 октября Ноа Урреа также сообщил, что уходит из группы ради сольной карьеры, а представлять США теперь будет Зейн Картер, участник буткэмпа 2021 года.
20 октября группа отправилась в Саудовскую Аравию для съёмок клипа. Вскоре после этого они отправились в Бразилию для подготовки к предстоящему туру. 31 октября вышел клип на песню «All Night Long». 10 ноября Джош Боушап из Канады заявил, что начинает сольную карьеру и покидает группу.
14 ноября вышел клип на песню «Good Intentions». 19 ноября в рамках Forever United Tour группа дала концерт в Сан-Паулу, 25 ноября — в Лиссабоне, 27 ноября — в Браге. На концертах в Португалии не участвовала Шивани Паливал с Индии из-за проблем с визой. После концерта в Браге, Португалия Эни Габриэлли, Ноа Урреа и Джош Боушамп окончательно покинули группу.
1 декабря вышел клип на песню «Clockwork», ставший последним с участием Эни Габриэлли, Ноа Урреа и Джоша Боушапа. 19 декабря Зейн Картер выпустил кавер на «True Love Ways». 20 декабря группа уведомила фанатов по электронной почте, что 2023 год станет началом новой эры. 20 декабря группа «вошла» в Книгу рекордов Гиннеса как группа с наибольшим количеством национальностей. 26 декабря вышел клип на песню «Holiday».

### 2023-2024: Новая эра и новые участники, S Club Good Times Tour, уход Мелани Томас
9 января участники Мелани Томас, Саванна Кларк, Нур Ардакани, Ламар Моррис, Алекс Мэндон Рей и Зейн Картер объявили, что переезжают в Лос-Анджелес и будут жить там вместе с другими участниками. 13 января Бейли Мэй сообщил о своем уходе из группы после 5 лет и начале сольной карьеры. Он также пообещал помочь найти преемника для представления Филиппин. 14 января вышел новый сингл группы «Odo» в исполнении Бейли и Мелани, а музыкальное видео, снятое в 2022 году в Кот-д’Ивуаре, стало первым клипом группы, снятым в Африке, и последней песней Бейли в составе Now United. После 5 лет завершилось шоу The Now United Show на YouTube, а 15 января стартовала новая еженедельная серия — This Week With Now United, обещающая больше информации о жизни участников.
8 февраля Эни Габриэлли анонсировала в соцсетях группы выход восьми неизданных песен в честь NU Celebration: «Love Is Love», «Cotton Candy», «Dabke», «Love Myself», «You & Me», «Find Your Fire», «It’s Gonna Be Alright» и «Throwback». 9 февраля на YouTube неожиданно вышел клип на песню «Все будет хорошо», в котором показаны воспоминания о Camp Now United 2021 в Бразилии.
14 февраля вышел сингл «Love Is Love» с музыкальным видео, состоящим из сцен и съемок мюзикла. 15 февраля группа выпустила песню «Cotton Candy», исполненную некоторыми мальчиками из коллектива, с видео о воспоминаниях о Гавайях 2021 года.
16 февраля Сина Дейнерт объявила в Instagram, что будет временно отсутствовать, сосредоточившись на своих проектах, но не покинет группу. В тот же день Саванна Кларк и Зейн Картер сообщили в Твиттере, что мюзикл группы The Musical: Welcome To The Night Of Your Lives! выйдет 15 марта.
Синглы «It’s Gonna Be Alright», «Love Is Love», «Cotton Candy» и «Throwback» вышли на всех музыкальных платформах. 18 февраля на YouTube появился клип на «Find Your Fire» с кадрами тура Forever United и фанатами. 23 февраля вышел клип на «Throwback» с моментами из поездки в Мексику 2021 года.
25 февраля на стриминговых платформах вышел сингл «Love Myself», а 27 февраля — танцевальное видео с Софьей Плотниковой. В видео Софья поблагодарила фанатов и рассказала о своих будущих проектах. 28 февраля на всех платформах вышел последний неизданный сингл «Dabke».
1 марта вышел клип на сингл «U & Me», состоящий из моментов поездки группы на Филиппины. В тот же день Хина Йошихара объявила о своём уходе для сольной карьеры. 3 марта на всех платформах вышел сингл «Rodeo In Tokyo» — прощальная песня Хины. В этот же день Хеюн Чжон и Шивани Паливал также сообщили о выходе из группы. Сейчас из первоначального состава остались Ламар Моррис, а также Саванна Кларк, Нур Аркадани, Мелани Томас, Алекс Мандон Рей и Зейн Картер. 8 марта Джоалин Лоукамаа, долгое время неактивная, тоже объявила о выходе из группы.
18 мая группа выпустила клип на песню «I Love Your Smile». 25 мая вышел первый эпизод шоу Now United: New Dreams, где выбирают нового участника из Бразилии — среди кандидатов Дезире, Генри Кучини и Лукас Бугатти. 1 июня в TikTok сообщили, что Дезире Сильва стала новой участницей и будет представлять Бразилию. 31 июля она прибыла в Лос-Анджелес и начала активность в группе.
21 августа стало известно, что группа выступит на Kids Choice Awards в Абу Даби. В августе 2023 года было объявлено, что группа отправится в тур по Великобритании в качестве поддержки S Club в их туре по Великобритании 2023 года, который начнется в октябре.
29 августа группа объявила, что участники кроме Дезире выпустят по сольному синглу. Алекс Мандон Рей с начала августа по неизвестным причинам перестал появляться с группой. 29 августа стало известно, что информация о нём была удалена со всех соцсетей Now United, а 31 августа Алекс объявил что покинул группу и компанию.
В октябре группа в месте с S Club отправилась в тур S Club Goоd Times Tour по Великобритании. Софья Плотникова не смогла отправиться в тур из-за того, что не получила визу, а Зейн Картер из-за травмы ноги. Вместо Софьи в тур отправилась Jayna Hughes из Филиппин.

### 2025: Reunion the World Tour
4 февраля 2025 года, Мелани Томас объявила о своём уходе из группы и начинает сольную карьеру .
28 апреля группа объявила, что отправляется в тур с участием Саванны, Нур, Дезире, Сины и Шивани, а также нескольких бывших участников. Также было сообщено, что в группу добавятся новые участники. Среди стран, где пройдёт тур, — Бразилия, Португалия, Гонконг, Саудовская Аравия и другие, которые будут объявлены позже. 3 мая появилась первая подсказка о присоединении 19-го участника группы. 5 мая официально было объявлено, что Рэйчел Манурунг с Индонезии стала 19-м участником группы .
8 мая Эни через официальный Instagram группы объявила об открытии кастинга нового участника из Португалии, который также присоединится к туру . 9 мая Бейли подтвердил через Instagram группы, что он примет участие в туре. 10 мая Кристиан сообщил в Instagram, что начинается кастинг нового участника из Гонконга . 14 мая Софья также подтвердила через Instagram группы, что примет участие в туре. 18 мая Джайна Хьюз стала новой участницей группы и будет представлять Филиппины .
12 июля Диарра объявила в Instagram группы, что присоединится к туру. 21 июля Now United объявили о партнёрстве с Escape Hotel BR, в рамках которого будет организована временная комната, посвящённая группе. Сюжет разворачивается вокруг похищения бразильской участницы группы Дезире, которую захватывает андроид и запирает в комнате «Токио 2049». Фанаты должны разгадать подсказки, чтобы освободить Дезире до начала концерта группы.
27 июля Кристиан поделился кратким обзором прослушивания новой участницы из Гонконга (Китай) и объявил, что присоединится к туру.
28 июля Now United объявили, что Сабина присоединится к ним в туре, а также объявили даты предстоящего тура на своём канале YouTube и в других социальных сетях. Тур, получивший название «The Now or Never World Tour», начнётся в Португалии. 29 июля Now United объявили в Instagram группы, что Хина присоединится к туру.
7 августа Дезире, Джейна, Саванна, Нур и Рэйчел прибыли в Гонконг, Китай, чтобы начать деятельность в рамках новой эры.

## Критика и репутация группы
Критика и репутация Now United был воспринят как ответ североамериканских музыкальных менеджеров на растущую мировую популярность K-pop. Большая часть популярности Now United приходится на Латинскую Америку, откуда поступает большинство его стримов и просмотров. Now United имеют большую популярность в Бразилии и Португалии. В статье BBC, музыкальный корреспондент Марк Сэвидж заявил, что группа ещё не взорвала чарты и не оказала такого влияния, как другие  подопечные Саймона Фуллера.
Известно, что помимо пения группа исполняет сложные и синхронные хореографии. Взаимодействие с фанатами между участниками и их фан-базой рассматривается как фактор их успеха, поскольку контент создается и публикуется ежедневно. С тех пор у группы более 130 миллионов подписчиков на онлайн-платформах и более 1,8 миллиарда просмотров на их канале YouTube.

## Партнёрские контракты группы
В июне 2018 года группа выступила на шоу Sapphire Now в Орландо, которое проходило под покровительством компании SAP. О сотрудничестве группы с компанией было объявлено на в 2018 году.
В сентября 2018 года, издание The Time рассказало о том, что группа сотрудничает с такими компаниями, как Samsung и Tommy Hilfiger, которые также стали партнёрами промо тура группы в 2018 году.
В январе 2019 года Billboard сообщил о начале сотрудничества Now United и Pepsi.
В феврале 2021 года группа объявила о сотрудничестве с KitKat.
Также группа сотрудничает с Rexona.

## Состав
Состав группы на 14 мая 2025 года
С 11 по 22 ноября 2017 года официальный сайт компании начал транслировать своим членам видео-тизер вместе с их именами и флагами, представляющими каждую страну. Первые два члена были объявлены 11 ноября — Джоалин Лоукамаа из Финляндии и Софья Плотникова из России. Новый участник был объявлен в следующие дни, это Диарра Силла из Сенегала 12 ноября, Ноа Урреа из Соединённых Штатов 13 ноября вместе с видео-тизером членов группы, танцующих под песню RedOne «Boom Boom», а затем Эни Габриэлли из Бразилии 14-го. Четыре новых члена были объявлены 15-го числа- Хеюн Чон из Южной Кореи, Хина Йошихара из Японии, Джош Боушамп из Канады и Ламар Моррис из Соединённого Королевства. Бэйли Мэй из Филиппин и Шивани Паливал из Индии были объявлены 16 ноября, а затем Кристиан Вонг из Китая. Сабина Идальго из Мексики была объявлена в качестве нового члена 21 ноября, и последней была объявлена Сина Дейнерт из Германии — 22 ноября.
29 февраля 2020 года было объявлено имя 15 участника группы, представляющего Австралию — Саванна Кларк. 21 сентября стало известно имя 16 участника группы — Нур Ардакани из Ливана, представляющей Ближний Восток и Северную Африку. После объявления Нур, как нового члена, вышла статья о том, что она, Саванна и последующие участники будут составлять новое поколение Now United. 17 ноября 2020 года, официальный аккаунт группы сообщил о том, что 17 участник группы будет объявлен в скором времени. 19 и 21 ноября участники группы дали несколько подсказок о том, кто станет новым участником: на флаге нового участника есть зелёный цвет, он/она говорит по-французски, его возраст соответствует его номеру, а также, что он/она старше Ноа (представителя США) на год, на момент присоединения к группе, Ноа было 16 лет. 28 ноября 2020 стало известно, что новый участник из Кот-Д’ивуара. 1 декабря официальные аккаунты группы в Instagram и на YouTube объявили — Мелани Томас из Кот-Д’ивуара 17 участником группы. 2 декабря инстаграм-аккаунт группы сообщил, что весной 2021 к команде присоединится новый участник. Было также сказано, что он мужского пола. 28 апреля 2021 группа объявила нового 18 участника — Алекса Мандона, который будет представлять Испанию в группе. 18 октября 2022 группа объявила нового участника из США - Зейна Картера. 1 июня 2023 группа объявила новую участницу из Бразилии - Дезире Сильва. 
| Номер | Участник         | Оригинал имени                           | Страна, регион   | Дата рождения             | Место рождения                  | Активность         | Статус в группе  |
| ----- | ---------------- | ---------------------------------------- | ---------------- | ------------------------- | ------------------------------- | ------------------ | ---------------- |
| 1     | Diarra Sylla     | De-arra Sylla Diongue                    | Сенегал          | 30 января 2001 (24 года)  | Париж, Франция                  | (2017 - 2020)      | Покинула группу  |
| 2     | Lamar Morris     | Lamar Morris                             | Великобритания   | 1 декабря 1999 (25 лет)   | Лондон, Англия, Великобритания  | (2017 - 2024)      | Покинул группу   |
| 3     | Sabina Hidalgo   | Maria Sabina Hidalgo Pano                | Мексика          | 20 сентября 1999 (25 лет) | Гвадалахара, Халиско, Мексика   | (2017 - н.в)       | Неактивна        |
| 4     | Shivani Paliwal  | Shivani Paliwal (хинди शिवानी पालीवाल)         | Индия            | 13 марта 2002 (23 года)   | Удайпур, Раджастхан, Индия      | (2017 - н.в)       | Активна          |
| 5     | Sofya Plotnikova | Софья Игоревна Плотникова                | Россия           | 23 октября 2002 (22 года) | Москва, Россия                  | (2017 - н.в)       | Активна          |
| 6     | Any Gabrielly    | Any Gabrielly Rolim Soares               | Бразилия         | 9 октября 2002 (22 года)  | Сан Паулу, Сан-Паулу, Бразилия  | (2017 - 2022)      | Покинула группу  |
| 6     | Desirée Silva    | Desirée Silva dos Santos                 | Бразилия         | 11 мая 2005 (20 лет)      | Сан-Паулу, Бразилия             | (2023 - н.в)       | Активна          |
| 7     | Noah Urrea       | Noah Jacob Urrea                         | США              | 31 марта 2001 (24 года)   | Ориндж, Калифорния, США         | (2017 - 2022)      | Покинул группу   |
| 7     | Zane Carter      | Zane Carter                              | США              | 28 марта 2003 (22 года)   | Кентукки, США                   | (2022)             | Неактивен        |
| 8     | Krystian Wang    | Wang Nanjun (кит. 王南钧)                | Китай            | 22 января 2000 (25 лет)   | Пекин, Китай                    | (2017 - 2020)      | Покинул группу   |
| 9     | Bailey May       | Bailey Thomas Cabello May                | Филиппины        | 6 августа 2002 (23 года)  | Себу, Себу, Филиппины           | (2017 - н.в)       | Активен          |
| 9     | Jayna Hughes     | Jayna Hughes                             | Филиппины        | 18 марта 2005 (20 лет)    | Лас-Вегас, Невада, США          | (2023, 2025 - н.в) | Активна          |
| 10    | Hina Yoshihara   | Hina Yoshihara                           | Япония           | 12 октября 2001 (23 года) | Ниидза, Сайтама, Япония         | (2017 - 2022)      | Покинула группу  |
| 11    | Heyoon Jeong     | Jeong Heyoon (кор. 정혜윤)               | Республика Корея | 1 октября 1996 (28 лет)   | Тэджон, Республика Корея        | (2017 - 2022)      | Покинула группу  |
| 12    | Sina Deinert     | Sina Deinert                             | Германия         | 24 августа 1998 (26 лет)  | Карлсруэ, Германия              | (2017 - н.в)       | Неактивна        |
| 13    | Joalin Loukamaa  | Joalin Vivi Sofia Loukamaa               | Финляндия        | 12 июля 2001 (24 года)    | Турку, Финляндия                | (2017 - 2022)      | Покинула группу  |
| 14    | Josh Beauchamp   | Joshua Kyle Beauchamp                    | Канада           | 31 марта 2000 (25 лет)    | Санкт-Альберт, Альберта, Канада | (2017 - 2022)      | Покинул группу   |
| 15    | Savannah Clarke  | Savannah Clarke                          | Австралия        | 9 июля 2003 (22 года)     | Сидней, Австралия               | (2020 - н.в)       | Активна          |
| 16    | Nour Ardakani    | Nour Issam Ardakani (араб. نور أردكاني )‎ | Ливан            | 30 ноября 2001 (23 года)  | Бейрут, Ливан                   | (2020 - н.в)       | Активна          |
| 17    | Mélanie Thomas   | Mélanie Thomas                           | Кот-д’Ивуар      | 24 октября 2003 (20 лет)  | Абиджан, Кот-д’Ивуар            | (2020 - 2025)      | Покинула группу  |
| 18    | Alex Mandon Rey  | Alex Mandon Rey                          | Испания          | 10 июля 2005 (18 лет)     | Майорка, Испания                | (2021 - 2023)      | Покинул группу   |
| 19    | Rachel Manurung  | Alex Mandon Rey                          | Индонезия        | 13 августа 2004 (20 лет)  | Индонезия                       | (2025 - н.в)       | Активна          |
| 20    | TBA              | TBA                                      | Португалия       | TBA                       | TBA                             | (2025 - н.в)       | Будущий участник |
| 21    | TBA              | TBA                                      | Гонконг          | TBA                       | TBA                             | (2025 - н.в)       | Будущий участник |

## Дискография
| Год  | Название                                      | Альбом      | Примечание                                                                        |
| ---- | --------------------------------------------- | ----------- | --------------------------------------------------------------------------------- |
| 2017 | «Summer in the City»                          | Без альбома |                                                                                   |
| 2018 | «One World»                                   | Без альбома | «One World» (RedOne feat. Adelina and Now United)                                 |
| 2018 | «What Are We Waiting For»                     | Без альбома |                                                                                   |
| 2018 | «Who Would Think That Love» (первая версия)   | Без альбома | Демо-версия с вокалом Ламара Морриса                                              |
| 2018 | «Who Would Think That Love»                   | Без альбома |                                                                                   |
| 2018 | «All Day» (первая версия)                     | Без альбома | Демо-версия с вокалом Ламара Морриса                                              |
| 2018 | «All Day»                                     | Без альбома |                                                                                   |
| 2018 | «How We Do It»                                | Без альбома | «How We Do It» (feat. Badshah)                                                    |
| 2018 | «How We Do It»                                | Без альбома | Версия без участия Badshah                                                        |
| 2019 | «Beautiful Life»                              | Без альбома |                                                                                   |
| 2019 | «Afraid of letting go»                        | Без альбома |                                                                                   |
| 2019 | "Sundin Ang Puso/«For The Love Of It»         | Без альбома | Коллаборация с брендом Pepsi                                                      |
| 2019 | «Parana»                                      | Без альбома |                                                                                   |
| 2019 | «Sunday Morning»                              | Без альбома |                                                                                   |
| 2019 | «Crazy Stupid Silly Love»                     | Без альбома |                                                                                   |
| 2019 | «Like That»                                   | Без альбома |                                                                                   |
| 2019 | «You Give Me Something»                       | Без альбома |                                                                                   |
| 2019 | «Legends»                                     | Без альбома |                                                                                   |
| 2019 | «Lendas»                                      | Без альбома | Версия «Legends» на португальском языке                                           |
| 2019 | «Na Na Na» (версия на английском)             | Без альбома | Песня была представлена в live версии во время «Now United Dreams Come True Tour» |
| 2019 | «Let me be the one»                           | Без альбома |                                                                                   |
| 2020 | «Live this moment»                            | Без альбома | Песня была представлена в live версии во время «Now United Dreams Come True Tour» |
| 2020 | «Come Together»                               | Без альбома |                                                                                   |
| 2020 | «Wake up»                                     | Без альбома |                                                                                   |
| 2020 | «Hoops»                                       | Без альбома | Песня была удалена из-за религиозных причин                                       |
| 2020 | «By my side»                                  | Без альбома |                                                                                   |
| 2020 | «Better»                                      | Без альбома | Песня была записана в 2018                                                        |
| 2020 | «Dana Dana»                                   | Без альбома | Песня была представлена в live версии во время «Now United Dreams Come True Tour» |
| 2020 | «Let The Music Move You»                      | Без альбома |                                                                                   |
| 2020 | «Stand Together»                              | Без альбома |                                                                                   |
| 2020 | «Now United — The Billion View Mashup»        | Без альбома | Мэшап треков группы; Автор DJ Earworm                                             |
| 2020 | «Show You How To Love»                        | Без альбома | Трек вышел без клипа                                                              |
| 2020 | «Nobody fools me twice» (версия на корейском) | Без альбома |                                                                                   |
| 2020 | «Feel It Now»                                 | Без альбома | Коллаборация с брендом Pepsi                                                      |
| 2020 | «Na Na Na» (версия на испанском)              | Без альбома |                                                                                   |
| 2020 | «The Weekend’s Here»                          | Без альбома |                                                                                   |
| 2020 | «Somebody»                                    | Без альбома |                                                                                   |
| 2020 | «Paradise»                                    | Без альбома |                                                                                   |
| 2020 | «Chained Up»                                  | Без альбома |                                                                                   |
| 2020 | «Habibi»                                      | Без альбома |                                                                                   |
| 2020 | «حبيبي»                                       | Без альбома | Трек вышел без клипа                                                              |
| 2020 | «Golden»                                      | Без альбома |                                                                                   |
| 2020 | «One Love»                                    | Без альбома | Now United & R3HAB                                                                |
| 2020 | «Pas Le Choix — Manal Mix»                    | Без альбома |                                                                                   |
| 2020 | «Hewale»                                      | Без альбома |                                                                                   |
| 2020 | «How Far We’ve Come»                          | Без альбома |                                                                                   |
| 2021 | «Lean On Me»                                  | Без альбома |                                                                                   |
| 2021 | «All Around The World»                        | Без альбома |                                                                                   |
| 2021 | «Turn It Up»                                  | Без альбома |                                                                                   |
| 2021 | «Fiesta»                                      | Без альбома |                                                                                   |
| 2021 | «Baila»                                       | Без альбома |                                                                                   |
| 2021 | «Nobody Like Us»                              | Без альбома |                                                                                   |
| 2021 | «NU Party»                                    | Без альбома |                                                                                   |
| 2021 | «Wave Your Flag»                              | Без альбома |                                                                                   |
| 2021 | «Love Somebody»                               | Без альбома | Были выпущены в мюзикле «Love, Love, Love»                                        |
| 2021 | «Momento»                                     | Без альбома | Были выпущены в мюзикле «Love, Love, Love»                                        |
| 2021 | «Dance Like That»                             | Без альбома | Были выпущены в мюзикле «Love, Love, Love»                                        |
| 2021 | «IKOU»                                        | Без альбома |                                                                                   |
| 2021 | «Come Together» & Bootcampers                 | Без альбома | Песни буткэмперов                                                                 |
| 2021 | «Good Days»                                   | Без альбома | Песни буткэмперов                                                                 |
| 2021 | «I Got You»                                   | Без альбома |                                                                                   |
| 2021 | «Anything For You»                            | Без альбома |                                                                                   |
| 2021 | «Future Me»                                   | Без альбома |                                                                                   |
| 2021 | «Badna Hehlam»                                | Без альбома |                                                                                   |
| 2021 | «Jump»                                        | Без альбома | Now United & R3HAB ft. Alta B                                                     |
| 2022 | «Heartbreak On The Dance Floor»               | Без альбома |                                                                                   |
| 2022 | «Birthday»                                    | Без альбома |                                                                                   |
| 2022 | «Like Me»                                     | Без альбома |                                                                                   |
| 2022 | «All Night Long»                              | Без альбома |                                                                                   |
| 2022 | «Good Intentions»                             | Без альбома |                                                                                   |
| 2022 | «Clockwork»                                   | Без альбома |                                                                                   |
| 2022 | «Holiday»                                     | Без альбома |                                                                                   |
| 2023 | «Odo»                                         | Без альбома |                                                                                   |
| 2023 | «It’s Gonna Be Alright»                       | Без альбома | NU Celebration                                                                    |
| 2023 | «Throwback»                                   | Без альбома | NU Celebration                                                                    |
| 2023 | «Dabke (Keep On Dancing)»                     | Без альбома | NU Celebration                                                                    |
| 2023 | «Love is Love»                                | Без альбома | NU Celebration                                                                    |
| 2023 | «Cotton Candy»                                | Без альбома | NU Celebration                                                                    |
| 2023 | «Love Myself»                                 | Без альбома | NU Celebration                                                                    |
| 2023 | «You & Me»                                    | Без альбома | NU Celebration                                                                    |
| 2023 | «Find Your Fire»                              | Без альбома | NU Celebration                                                                    |
| 2023 | «Run Till Dark»                               | Без альбома |                                                                                   |
| 2023 | «Rodeo In Tokyo»                              | Без альбома |                                                                                   |
| 2023 | «I Love Your Smile»                           | Без альбома |                                                                                   |
| 2023 | «Bop Bop»                                     | Без альбома | Lamar Morris (сольная песня в составе группы)                                     |
| 2023 | «Misconseption»                               | Без альбома | Melanie Thomas (сольная песня в составе группы)                                   |
| 2023 | «So Good»                                     | Без альбома | Nour Ardakani (сольная песня в составе группы)                                    |
| 2023 | «Bad Things»                                  | Без альбома | Savannah Clarke (сольная песня в составе группы)                                  |
| 2023 | «Handle With Care»                            | Без альбома | Desiree (сольная песня в составе группы)                                          |
| 2023 | «Don't You Call Me Up»                        | Без альбома | Zane Carter (сольная песня в составе группы)                                      |
| 2023 | «Flex That Ego»                               | Без альбома |                                                                                   |
| 2024 | «Pata Pata (Afro Remix)»                      | Без альбома |                                                                                   |

## Видеография

### Клипы
| Дата публикации | Название                                      | Место съёмок | Примечание                                                                  |
| --------------- | --------------------------------------------- | --- | --------------------------------------------------------------------------- |
| 2017            | «Summer in the City»                          | Лос-Анджелес + 14 стран участников группы (Канада, США, Мексика, Бразилия, Великобритания, Германия, Россия, Финляндия, Сенегал, Индия, Япония, Южная Корея, Китай, Филиппины)                          |                                                                             |
| 2018            | «One World»                                   | Москва, Россия | (RedOne feat. Adelina and Now United)                                       |
| 2018            | «What Are We Waiting For»                     | Сеул, Южная Корея |                                                                             |
| 2018            | «Who Would Think That Love»                   | Пуэбла, Мексика |                                                                             |
| 2018            | «All Day»                                     | Калифорния, США |                                                                             |
| 2018            | «How We Do It»                                | Мумбаи, Индия |                                                                             |
| 2019            | «Beautiful Life»                              | Шиллонг, Индия |                                                                             |
| 2019            | «Afraid Of Letting Go»                        | Манила, Филиппины |                                                                             |
| 2019            | «Sundin Ang Puso»                             | Манила, Филиппины | Коллаборация с брендом Pepsi                                                |
| 2019            | «Parana»                                      | Сан-Паулу, Бразилия |                                                                             |
| 2019            | «Sunday Morning»                              | Калифорния, США | Дорожное путешествия                                                        |
| 2019            | «Crazy stupid silly love»                     | Лас-Вегас, США |                                                                             |
| 2019            | «Like That»                                   | Орегон, США |                                                                             |
| 2019            | «For The Love Of It»                          | Орегон, США | Вторая экранизация песни «For The Love Of It», снятая в штате Орегон, США   |
| 2019            | «You give me something»                       | Лос-Анджелес, США |                                                                             |
| 2019            | «Legends»                                     | Франция, Великобритания, ОАЭ, Индия, Япония, Бразилия, США |                                                                             |
| 2019            | «Nа Nа Nа» (версия на английском)             | Муниципальный театр Рио-де-Жанейро, Рио-де-Жанейро, Бразилия | Было выпущено видео выступления в рамках «Now United Dreams Come True Tour» |
| 2019            | «Let me be the one»                           | Весь мир |                                                                             |
| 2020            | «Live this moment»                            | Лос-Анджелес, США; США (хромакей) |                                                                             |
| 2020            | «Come together»                               | Coyote Dry Lake, США |                                                                             |
| 2020            | «Wake Up»                                     | Лос-Анджелес, США | Домашнее видео                                                              |
| 2020            | «Hoops»                                       | Лос-Анджелес, США | Видео было удалено из-за религиозных причин                                 |
| 2020            | «By My Side»                                  | Домашнее видео (12 стран: Канада, США, Мексика, Бразилия, Великобритания, Германия, Россия, Финляндия, Индия, Япония, Китай, Австралия)                                                                 | Видео записано в домашних условиях, в связи с COVID-19                      |
| 2020            | «Better»                                      | Домашнее видео | Видео было опубликовано в рамках формата Throwback Video                    |
| 2020            | «Dana Dana»                                   | Домашнее видео (12 стран: Канада, США, Мексика, Бразилия, Великобритания, Германия, Россия, Финляндия, Индия, Япония, Китай, Австралия)                                                                 | Было выпущено видео выступления в рамках «Now United Dreams Come True Tour» |
| 2020            | «Let The Music Move You»                      | Видео создано совместно с приложением Zepeto | Видео создано совместно с приложением Zepeto                                |
| 2020            | «Stand Together»                              | Хромакей (12 стран: Канада, США, Мексика, Бразилия, Великобритания, Германия, Россия, Финляндия, Индия, Япония, Китай, Австралия)                                                                       |                                                                             |
| 2020            | «Now United — The Billion View Mashup»        | Мэшап клипов группы | Мэшап клипов группы                                                         |
| 2020            | «Nobody fools me twice» (версия на корейском) | Лос-Анджелес, США |                                                                             |
| 2020            | «Feel It Now»                                 | Хромакей,12 стран (Канада, США, Мексика, Бразилия, Великобритания, Германия, Россия, Финляндия, Индия, Япония, Китай, Австралия),                                                                       | Коллаборация с брендом Pepsi                                                |
| 2020            | «Na Na Na» (версия на испанском)              | Муниципальный театр Рио-де-Жанейро, Мехико (хромакей) |                                                                             |
| 2020            | «Weekend’s Here»                              | Paramount Hotel Dubai, ОАЭ, Дубай |                                                                             |
| 2020            | «Somebody»                                    | W Hotel, Дубай, ОАЭ |                                                                             |
| 2020            | «Chained Up»                                  | Дубай, ОАЭ; США, Китай, Великобритания (хромакей) |                                                                             |
| 2020            | «Habibi»                                      | Бейрут, Ливан; Дубай, ОАЭ; Бразилия и Мексика (хромакей) |                                                                             |
| 2020            | «Golden»                                      | Пустыня, ОАЭ |                                                                             |
| 2020            | «One Love»                                    | LA PERLE, Дубай, ОАЭ; Лондон, Великобритания; Ориндж, США — хромакей | Now United & R3HAB                                                          |
| 2020            | «Paradise»                                    | Berklee Music Institute, Абу-Даби, ОАЭ |                                                                             |
| 2020            | «Pas Le Choix — Manal Mix»                    | Хеюн, Сина, Софья, Саванна, Джош — Atlantis The Palm, хромакей (Дубай); Хина, Нур, Шивани, Мелани — хромакей (Абу-Даби); Сабина (Мексика), Диарра (США), Джоалин (Финляндия), Эни (Бразилия) — хромакей |                                                                             |
| 2020            | «Hewale»                                      | Малибу, США |                                                                             |
| 2021            | «How Far We’ve Come»                          | at twofour54 backlot, Абу-Даби, ОАЭ |                                                                             |
| 2021            | «Lean On Me»                                  | Emirates Palace, Абу-Даби, ОАЭ |                                                                             |
| 2021            | «All Around The World»                        | 14 стран (США, Германия, Мексика, Китай, Канада, Финляндия, Япония, Индия, Великобритания, Бразилия, Россия, Австралия, Ливан, Кот-д’Ивуар)                                                             |                                                                             |
| 2021            | «Turn It Up»                                  | Ривьера Майя, Мексика | При партнёрстве с KitKat                                                    |
| 2021            | «Fiesta»                                      | Ривьера Майя, Мексика | При партнёрстве с KitKat                                                    |
| 2021            | «Baila»                                       | Калифорния, США |                                                                             |
| 2021            | «Let The Music Move You»                      | Гавайи, США |                                                                             |
| 2021            | «Nobody Like Us»                              | Гавайи, США |                                                                             |
| 2021            | «NU Party»                                    | Малибу, Калифорния, США |                                                                             |
| 2021            | «Wave Your Flag»                              | Абу-Даби, ОАЭ |                                                                             |
| 2021            | «Ikou»                                        | Xcaret, Ривьера Майя, Мексика |                                                                             |
| 2021            | «Come Together» (with Bootcampers)            | Etihad Arena, Абу-Даби |                                                                             |
| 2021            | «Good Days» (Bootcampers' song)               | Berklee Abu Dhabi и Saadiyat Rotana, Абу-Даби |                                                                             |
| 2021            | «I Got You»                                   | Лиссабон, Португалия |                                                                             |
| 2021            | «Anything For You»                            | Лиссабон, Португалия |                                                                             |
| 2021            | «Future Me»                                   | Warner Bros. World, Абу-Даби, ОАЭ |                                                                             |
| 2021            | «Badna Nehlam»                                | the W Abu Dhabi, Абу-Даби, ОАЭ |                                                                             |
| 2021            | «Jump»                                        | Лиссабон, Португалия |                                                                             |
| 2022            | «Heartbreak On The Dancefloor»                | Рио-де-Жанейро, Бразилия |                                                                             |
| 2022            | «Like Me»                                     | Лос-Анджелес, США |                                                                             |
| 2022            | «All Night Long»                              | Бразилия, Португалия |                                                                             |
| 2022            | «Good Intentions»                             | Лос-Анджелес, США |                                                                             |
| 2022            | «Clockwork»                                   | Рио-де-Жанейро, Бразилия |                                                                             |
| 2022            | «Holiday»                                     | Лиссабон, Португалия |                                                                             |
| 2023            | «Odo»                                         | Абиджан, Кот-д'Ивуар |                                                                             |
| 2023            | «It’s Gonna Be Alright»                       | Парати, Бразилия |                                                                             |
| 2023            | «Run Till Dark»                               | Саудовская Аравия |                                                                             |
| 2023            | «I Love Your Smile»                           | Лос-Анджелес, США |                                                                             |

### Специальные форматы
| Год         | Название                                       | Платформа | Количество эпизодов  | Примечание |
| ----------- | ---------------------------------------------- | --------- | -------------------- | --- |
| 2018 — 2022 | The Now United Show                            | YouTube   | 5 сезонов            | 5 сезонов В шоу показываются закулисные моменты, турне группы, лайфстайл участников группы                                              |
| 2018 — 2022 | Now United — Why I Dance x Rexona Dance Studio | YouTube   | 5 сезонов            | Коллаборация с Rexona Dance Studio |
| 2018        | Now United — Meet the Group                    | YouTube   | 1                    | Специальный проект |
| 2018        | Now United — Singing and Dancing Without Music | YouTube   | 14                   | Специальный проект |
| 2018        | Now United in Moscow, Russia                   | YouTube   | 6                    | Видео выпущены в формате влога |
| 2018        | Now United in Kitzbüel, Austria                | YouTube   | 2                    | Видео выпущены в формате влога |
| 2018        | We Are Now United / This Is Me                 | YouTube   | 16                   | Видеоролики выпускались в 2018, 2020 и 2021 годах                                                                                       |
| 2018        | Now United Talk Show                           | YouTube   | 4                    | Специальный проект |
| 2018        | Now United: Dreams Come True — The Documentary | YouTube   | Фильм                | Фильм о формировании группы Now United                                                                                                  |
| 2019        | The Road To Dreams Come True                   | YouTube   | 20 эпизодов          | Шоу-сериал из 20 эпизодов о подготовке Now United к «Now United Dreams Come True Tour»                                                  |
| 2020        | Now United — Dance Partys                      | YouTube   | 5 (на данный момент) | Прямые трансляции, проведённые во время пандемии COVID-19                                                                               |
| 2020        | Now United Girls Club: Destination Dubai       | YouTube   | Август — сентябрь    | Видео о воссоединение представительниц Австралии, Германии, России и Южной Кореи в Дубае для создание контента и поска нового участника |
| 2021        | Now United Camp Brasil                         | YouTube   | Июль                 | Виртуальный лагерь группы в Бразилии |
| 2021        | Love, Love, Love: A Musical                    | YouTube   | Мюзикл               | Специальный проект |
| 2023 —      | This Week With Now United                      | YouTube   | Продолжается         | Преемник The Now United Show |

## Туры
| Год       | Название                              | Место проведения | Страны | Примечание |
| --------- | ------------------------------------- | --- | --- | --- |
| 2018-2019 | Promo World Tour                      | Площадки фестивалей, тв-шоу и т. д. | Страны участников группы + Швеция, Австрия | |
| 2019      | World Tour Presented By YouTube Music | 1. Париж — YouTube Space Paris 2. Лондон — YouTube Space London 3. Дубай — YouTube Space Dubai 4. Мумбаи — YouTube Space Mumbai 5. Токио — YouTube Space Tokyo 6. Рио-де-Жанейро — YouTube Space Rio de Janeiro 7. Лос-Анджелес — YouTube Space LA  | Франция - 26 сентября — Париж Великобритания - 27 сентября — Лондон ОАЭ - 29 сентября — Дубай - 30 сентября — Дубай - 1 октября — Дубай Индия - 3 октября — Мумбаи - 4 октября — Мумбаи Япония - 5 октября — Токио - 6 октября — Токио Бразилия - 11 октября — Рио-де-Жанейро США - 25 октября — Лос-Анджелес | Отсутствует Ламар Моррис |
| 2019      | Dreams Come True Tour                 | 1. Белу-Оризонти — KM de Vantagens Hall 2. Сан-Паулу — UnimedHall 3. Куритиба — Teatro Positivo 4. Рио-де-Жанейро — Vivo Rio | Бразилия 1. 17 ноября — Белу-Оризонти 2. 20 ноября — Сан-Паулу 3. 22 ноября — Куритиба 4. 24 ноября — Рио-де-Жанейро | Отсутствуют: Ламар Моррис и Джоалин Лоукамаа                                                                                      |
| 2020      | Come Together Tour                    | Отменён | Бразилия - список городов не известен | Отменён из-за пандемии COVID-19                                                                                                   |
| 2021      | Now Love Show                         | Абу-Даби | ОАЭ | Отсутствуют: Ламар Моррис, Диарра Силла, Кристиан Вонг, Джоалин Лоукамаа                                                          |
| 2022      | Wave Your Flag Tour                   | 1. Порту-Алегри — Arajuo Viana 2. Куритиба — Expo Unimed 3. Сан-Паулу — Ibirapuera Gymnasium 4. Бразилиа — Nilson Nelson Gymnasium 5. Рио-де-Жанейро — Jenessue Arena 6. Ресифи — Classic Hall 7. Лиссабон —Altice Arena 8. Порту — Super Boc Arena | Бразилия 1.Порту-Алегри — 11.03, 12.03 2. Куритиба — 15.03,16.03 3. Сан-Паулу — 18.03 4. Сан-Паулу — 19.03 5. Сан-Паулу — 20.03 6. Бразилиа — 22.03 7. Рио-де-Жанейро — 24.03 8. Ресифи — 26.03, 27.03 Португалия 9. Лиссабон — 01.04 10. Порту — 02.04                                                       | Отсутствуют: Ламар Моррис, Диарра Силла, Кристиан Вонг, Джоалин Лоукамаа ( только на концерте в Лиссабоне в "Summer In The City") |
| 2022      | Forever United Tour                   | 1. Сан-Паулу - Allianz Parque 2. Лиссабон - Altice Arena 3. Брага - Altice Forum | 1. Сан-Паулу - 19.11 2. Лиссабон - 25.11 3. Брага - 27.11 | Отсутствуют: Диарра Силла, Кристиан Вонг, Бейли Мэй, Джоалин Лоукамаа                                                             |

## Выступления
| Год  | Шоу                                      | Место проведения     |
| ---- | ---------------------------------------- | -------------------- |
| 2018 | The Voice Kids — Russia                  | Москва, Россия       |
| 2018 | The Late Late Show with James Corden     | США                  |
| 2018 | 365 Live Performance                     | Филиппины            |
| 2018 | WE Day                                   | США                  |
| 2018 | The Morning Show                         | США                  |
| 2018 | ЖАРА-KIDS, Zhara Festival Live 2018      | Москва, Россия       |
| 2019 | 2019 Special Olympics World Summer Games | Абу-Даби, ОАЭ        |
| 2019 | Encontro de Fátima Bernardes             | Бразилия             |
| 2019 | 2019 UEFA Champions League               | Мадрид, Испания      |
| 2019 | Meus Prêmios Nick 2019                   | Бразилия             |
| 2020 | Caldeirão do Huck                        | Бразилия             |
| 2020 | Global Village Dubai                     | Дубай, ОАЭ           |
| 2020 | Domingo Show                             | Бразилия             |
| 2020 | Meus Prêmios Nick 2020                   | Бразилия             |
| 2021 | MTV Fresh Out                            | Гавайи, США          |
| 2021 | Criança Esperança                        | Бразилия             |
| 2021 | Globos de Ouro                           | Лиссабон, Португалия |
| 2021 | World is One 2021                        | Южная Корея          |
| 2021 | Domingão do Huck                         | Бразилия             |
| 2022 | Got Talent Portugal 2022                 | Португалия           |
| 2022 | The Noite com Danilo Gentili             | Бразилия             |
| 2022 | É de Casa                                | Бразилия             |
| 2022 | Encontro com Fátima Bernardes            | Бразилия             |

## Награды и номинации
| Год  | Премия                        | Категория                      | Номинант                             | Результат |
| ---- | ----------------------------- | ------------------------------ | ------------------------------------ | --------- |
| 2018 | BreakTudo Awards              | Дебютный видеоклип             | Summer in the City                   | Номинация |
| 2019 | Meus Prêmios Nick             | Любимый международный артист   | Now United                           | Номинация |
| 2019 | Meus Prêmios Nick             | Фандом года                    | Uniters                              | Победа    |
| 2019 | BreakTudo Awards              | Международный новичок          | Now United                           | Победа    |
| 2019 | Prêmio Jovem Brasileiro       | Новичок года в стиле K-POP     | Now United                           | Победа    |
| 2019 | Prêmio Contigo! Online        | Международный новичок          | Now United                           | Победа    |
| 2020 | Kids' Choice Awards           | Фандом года по версии Бразилии | Uniters                              | Победа    |
| 2020 | Tudo Information Awards       | Группа года                    | Now United                           | Номинация |
| 2020 | Tudo Information Awards       | Взрыв года                     | Now United                           | Победа    |
| 2020 | Prêmio Jovem Brasileiro       | Зажигательный клип             | «Come Together»                      | Номинация |
| 2020 | Meus Prêmios Nick             | Лучший международный артист    | Now United                           | Победа    |
| 2020 | Meus Prêmios Nick             | Фандом года                    | Uniters                              | Победа    |
| 2020 | Meus Prêmios Nick             | Лучший международный хит       | «Come Together»                      | Победа    |
| 2020 | Meus Prêmios Nick             | Эпические победители KCA       | Now United                           | Победа    |
| 2020 | Meus Prêmios Nick             | Вдохновение года               | Эни Габриэлли                        | Номинация |
| 2020 | Meus Prêmios Nick             | Тик-токер года                 | Эни Габриэлли                        | Победа    |
| 2020 | Meus Prêmios Nick             | Инстаграм года                 | Эни Габриэлли                        | Номинация |
| 2020 | Meus Prêmios Nick             | Цифровой контент года          | Эни Габриэлли (#AnyGabriellyConvida) | Номинация |
| 2020 | VMA                           | Лучшая группа                  | Now United                           | Номинация |
| 2020 | BreakTudo Awards              | Международная группа           | Now United                           | Ожидается |
| 2020 | BreakTudo Awards              | Международный фандом           | Uniters                              | Ожидается |
| 2020 | Kids Choice Awards Mexico     | Мировой хит                    | «Come Together»                      | Ожидается |
| 2021 | Kids' Choice Awards           | Любимая мировая звезда         | Саванна Кларк                        | Номинация |
| 2021 | Kids' Choice Awards Australia | Aussie/Kiwi Legend of the Year | Саванна Кларк                        | Победа    |
| 2021 | Kids' Choice Awards Brasilia  | Бразильский фандом             | Now United                           | Победа    |
| 2021 | Murex D’or Award              | Лучшая арабская песня          | «حبيبي» (Habibi на арабском)         | Номинация |
| 2021 | Murex D’or Award              | 2021 Murex D’or Audience       | Нур Аркадани                         | Номинация |
| 2021 | Flame Roem World Awards 2021  | Поп-группа года                | Now United                           | Номинация |
| 2021 | Break Tudo Awards 2021        | Международная группа           | Now United                           | Номинация |
| 2021 | Break Tudo Awards 2021        | Международный фандом           | Uniters                              | Номинация |
| 2021 | Break Tudo Awards 2021        | Краш года                      | Эни Габриэлли                        | Номинация |
| 2021 | Break Tudo Awards 2021        | Международный краш             | Джош Боушап                          | Победа    |
| 2021 | Meus Prêmios Nick             | Criador Genial                 | Эни Габриэлли                        | Номинация |
| 2021 | Meus Prêmios Nick             | Международный хит года         | «Lean On Me»                         | Номинация |
| 2021 | Meus Prêmios Nick             | Клип года                      | «Lean On Me»                         | Номинация |
| 2021 | Meus Prêmios Nick             | Фандом года                    | Uniters                              | Номинация |
| 2021 | Meus Prêmios Nick             | Любимая музыкальная группа     | Now United                           | Номинация |
| 2021 | Arab Women Awards             | Юный талант                    | Нур Аркадани                         | Победа    |
| 2021 | Channel R Radio Awards        | Лучший новый артист            | Now United                           | Номинация |
| 2021 | Acervo Music Awards           | Песня года                     | «Wave Your Flag»                     | Победа    |
| 2022 | Kids' Choice Awards Australia | Aussie/Kiwi Legend of the Year | Саванна Кларк                        | Победа    |
| 2022 | SEC Awards                    | Музыкальная группа года        | Now United                           | Ожидается |
| 2022 | SEC Awards                    | Краш года                      | Эни Габриэлли                        | Ожидается |
| 2022 | MTV MIAW Brasil               | Fandom Real Official           | Uniters                              | Номинация |
| 2022 | MTV MIAW Brasil               | From Brazil                    | Эни Габриэлли                        | Победа    |
| 2022 | Damebe                        | Лучшая команда                 | Now United                           | Победа    |
| 2022 | Acervo Music Awards           | Feat do Ano                    | "Jump" ft. Alta B                    | Победа    |
| 2022 | Acervo Music Awards           | Artista Social Global          | Now United                           | Победа    |
| 2022 | Acervo Music Awards           | Pop Act of the Year            | Now United                           | Победа    |